# Draupadī

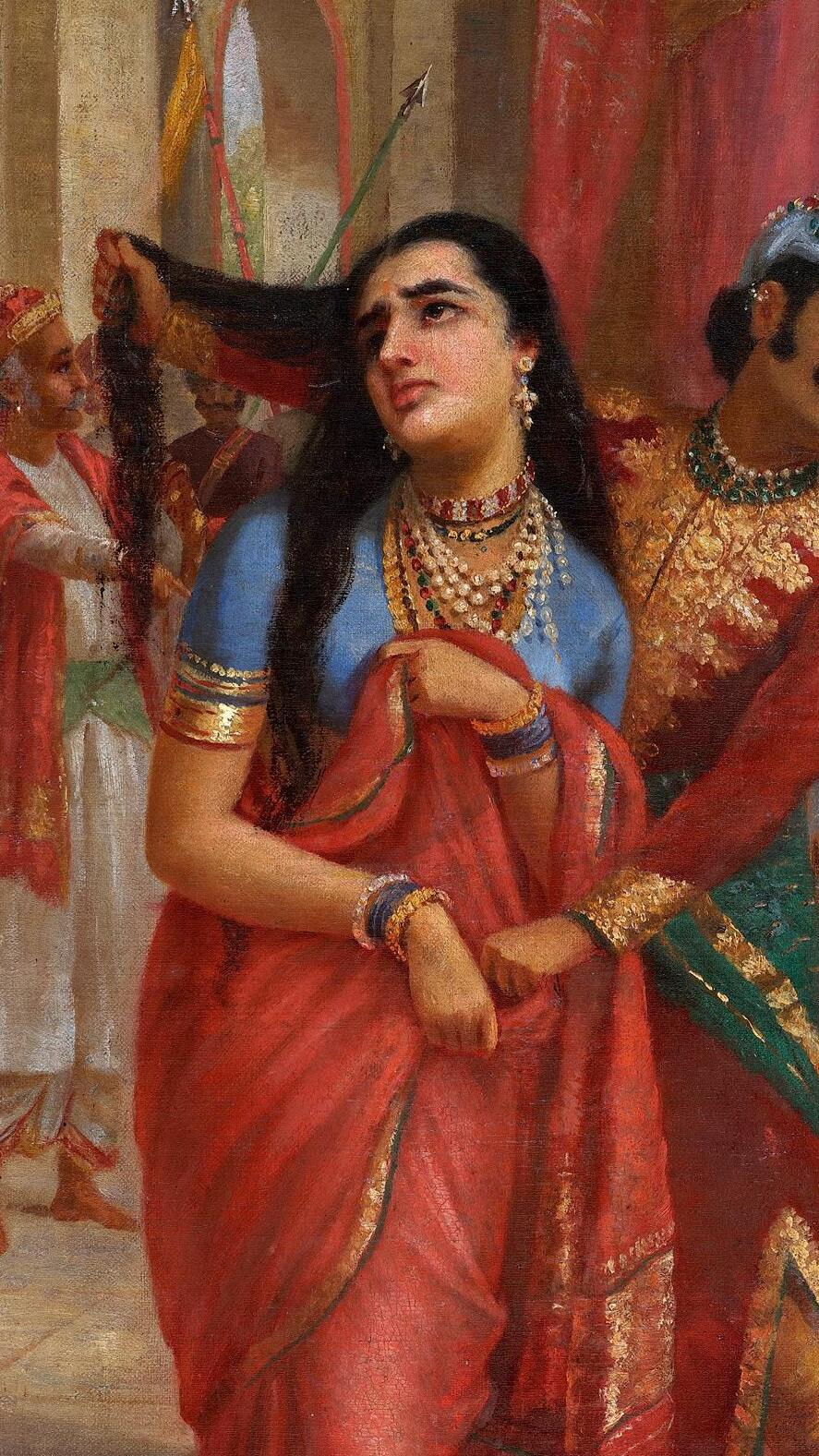
Draupadi in un dipinto di Raja Ravi Varma

Draupadī (in sanscrito द्रौपदी) è il personaggio femminile più noto del poema epico del Mahābhārata: è la bellissima figlia del re Drupada, moglie dei cinque fratelli Pandava.

## Biografia del personaggio

### Nascita e origini
Draupadi nacque dall'altare del sacrificio; si ritiene che la dea Kālī le abbia conferito parte dei suoi poteri per la distruzione dei malvagi Kaurava. Draupadi e suo fratello Dhrishtadyumna (chiamato anche Draupada) emersero insieme da un fuoco sacrificale che il re Drupada aveva eseguito, con lo scopo di guadagnare i mezzi per vendicarsi di Drona, al quale aveva dovuto cedere metà del proprio regno.

### Il matrimonio con i Pandava

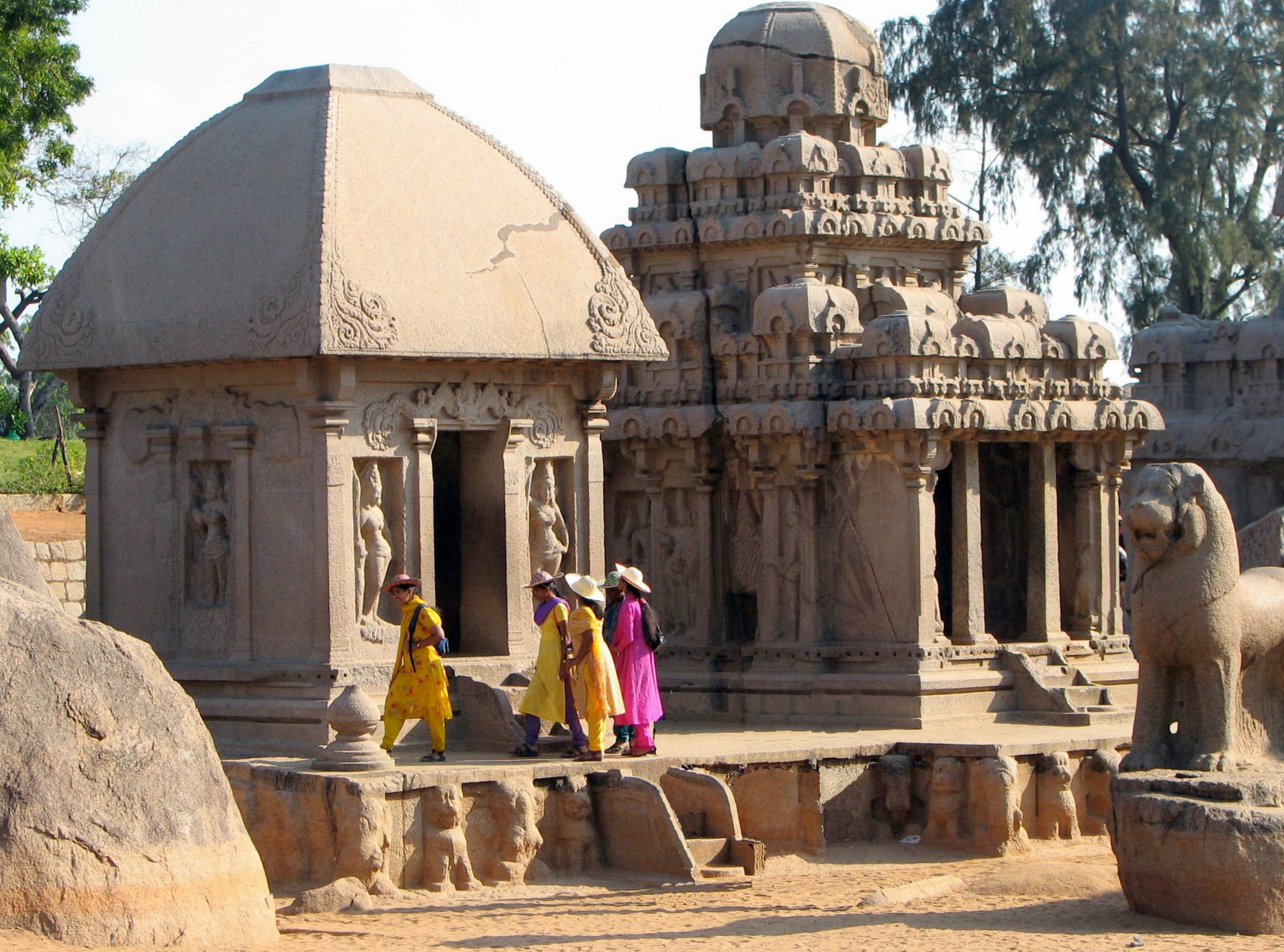
I templi di Draupadi e Arjuna, Mahâbalipuram, Tamil Nadu, India

Arjuna, il terzo dei Pandava ed eccezionale arciere, vinse il grande swayamvara indetto dal re Draupada per trovare un degno marito alla figlia.
Arjuna portò la principessa a casa, dove vivevano anche i suoi fratelli; mentre essi erano ancora fuori, egli disse rivolgendosi alla madre Kunti: "Madre, ho portato a casa un dono".
In quel periodo, i Pandava si fingevano una famiglia di poveri Brahmini, e vivevano di elemosina; così sua madre, senza vedere chi o cosa fosse questo "dono", rispose dall'interno: "Qualsiasi cosa sia, il vostro dovere è quello di dividerlo equamente tra di voi.". Poiché a quei tempi la fede alla parola era un valore fondamentale, la volontà inavvertitamente espressa da Kunti dovette essere realizzata, e Draupadi divenne così la moglie di tutti e cinque i fratelli.

### L'umiliazione da parte dei Kaurava
Si ritiene che una delle ragioni per le quali i Kaurava persero la guerra di Kurukṣetra sia stata anche nella crudeltà con cui tentarono di umiliare Draupadi, dopo un gioco ai dadi truccato in cui i Pandava persero la propria libertà e quella della loro moglie.
Dusshasana, il secondogenito Kaurava, volle spogliare Draupadi davanti a tutti e prese a tirare violentemente il sari della donna; ella tentò inizialmente di difendersi con tutte le sue forze, ma quando si vide impotente lasciò la presa e invocò la grazia di Kṛṣṇa, l'Incarnazione Divina; egli udì la preghiera e intervenne per proteggere la sua devota, facendo in modo che la stoffa del sari di Draupadi si allungasse all'infinito: perciò, per quanto Dusshasana lo tirasse con forza, il sari continuava magicamente a fasciare il corpo di Draupadi, finché il Kaurava, stremato e coperto dalle decine di metri svolte, non si arrese.

## Significato simbolico

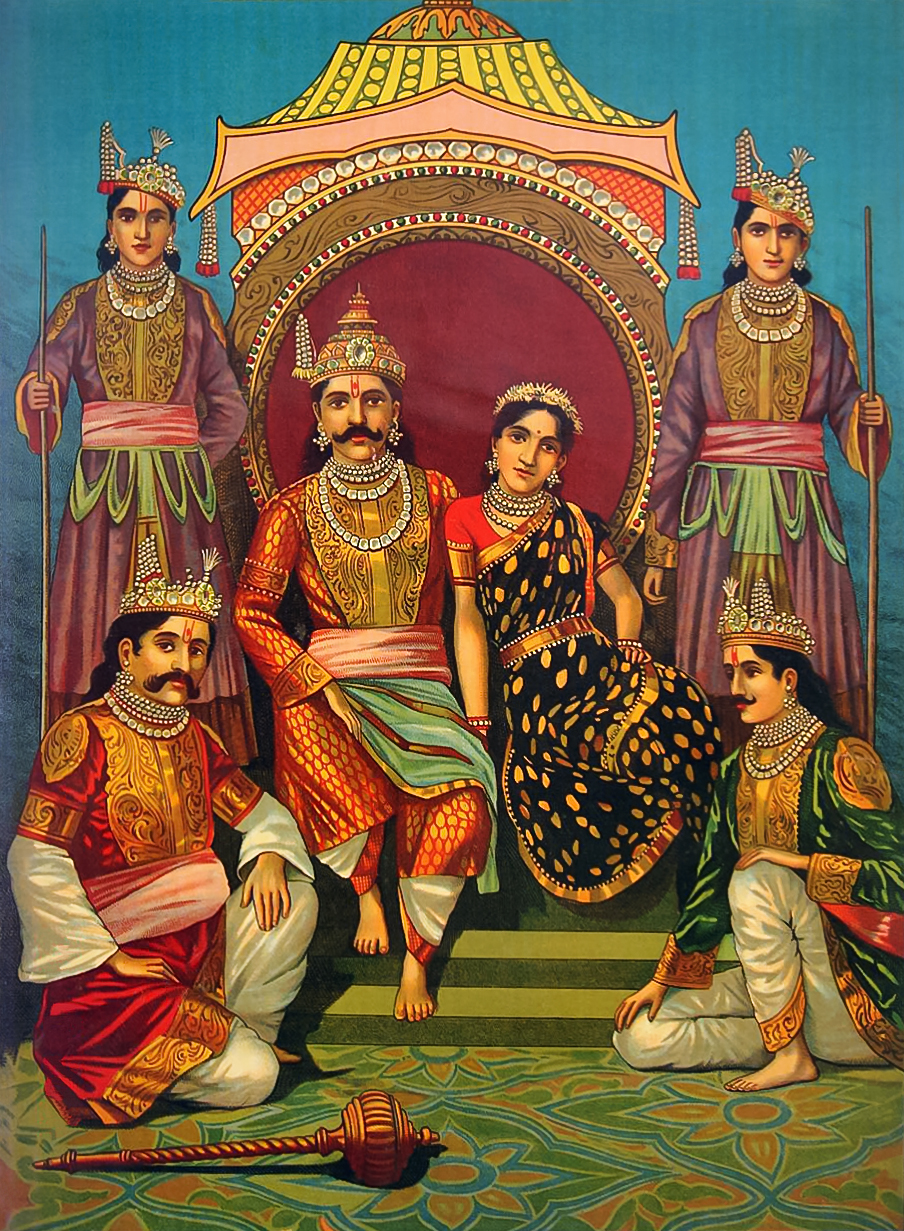
Draupadi ed i suoi cinque mariti.

In termini simbolici, Draupadi rappresenta la Kundalini, l'energia latente, e ognuno dei fratelli rappresenta una diversa qualità positiva dell'Anima. Il simbolismo dei cinque fratelli sposati con un'unica donna significa che l'energia ha bisogno d'essere "sposata" con queste qualità positive, per potersi innalzare attraverso i Chakra e raggiungere così l'Assoluto.